# Eddy Pinas

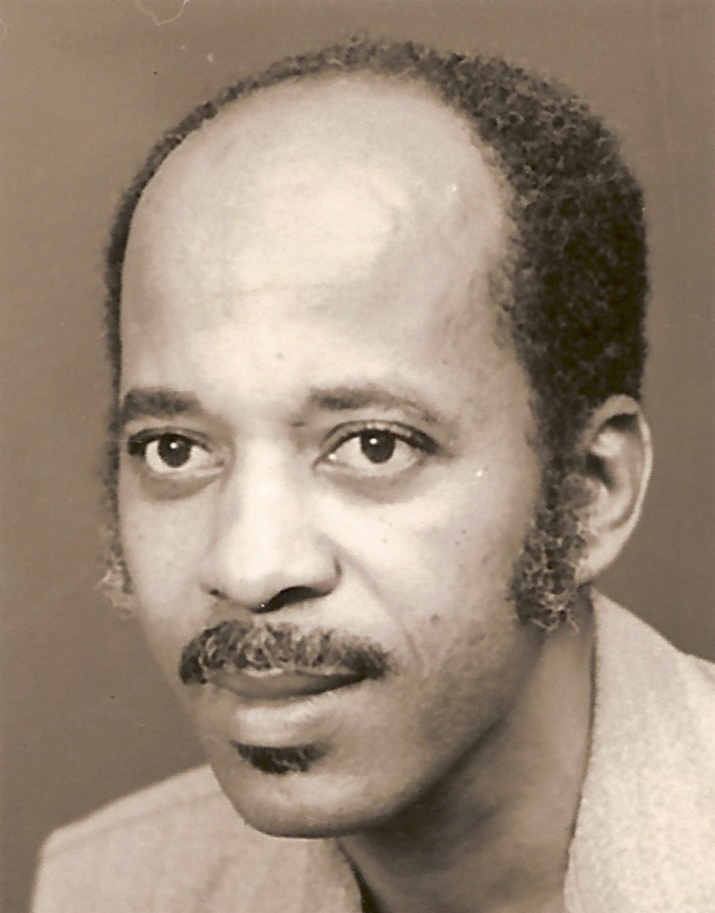
Eddy Pinas, circa 1985

Eddy Louis Pinas (Paramaribo, 10 september 1939) is een Surinaams schrijver en dichter.
Eddy Pinas was eigenaar van een bedrijf in elektrotechnische apparatuur. In 1996 beëindigde hij zijn bedrijfsactiviteiten en hij vestigde zich in Nederland. Zijn werk valt op door zijn kritische zin, ironie, understatement en de verwerking van niet-poëtische taalelementen. Hij publiceerde schaars: het toneelstuk Gerda (1971), twee dichtbundels, Krawasi [Zweep] (1973, onder de schuilnaam Faceless X) en Te koop wegens vertrek (1975), het verhaal 'Julien Colijn' in de bloemlezing Een pantservagen in de straten (1981) en in het Sranan 'San pesa ini Kaneri' [Wat er gebeurde in Kaneri] in de bloemlezing Nieuwe Surinaamse verhalen (1986). Pinas won tweemaal een literaire prijs: met anderen in 1975 de Literatuurprijs van Sticusa en in 1981 de prijsvraag 'Rondom de revolutie van 25 februari 1980' met zijn verhaal 'Julien Colijn'. Eddy Pinas was actief bij het NAKS-volkstoneel.
Jarenlang ontbrak zijn werk in bloemlezingen en Suriname-specials, tot zes van zijn gedichten verschenen in de Spiegel van de Surinaamse poëzie (1995). Verder verscheen zijn poëzie in de literatuurmethode Fa yu e tron leisibakru (1997), in het Caraïbisch nummer van Callaloo (1998) en met enige regelmaat in De Ware Tijd Literair.

## Over Eddy Pinas
- Michiel van Kempen, Een geschiedenis van de Surinaamse literatuur. Breda: De Geus, 2003, deel II, pp. 862-863.